# 賤男特警
《賤男特警》（英語：Guys and a Cop）是一部招振強执导的香港喜劇动作片，於2000年上映。王敏德、樓南光、姜皓文主演。

## 剧情
本片講述三名在電視台工作的員工，這三人在電視台出名賤格，他們分別是賓定周（樓南光飾）、皮蛋蕉（姜皓文飾）、高元（海俊傑飾），三人賤格的原因是他們喜歡「溝女」，他們更被其他同事稱為「三官」。在一次，日本電視台女主持紀子來香港工作，性格賤格及好色的「三官」立刻透過同事Amy的警察男友Micheal（王敏德飾）認識紀子，並安排她偷拍毒販交易的圖片，但卻被毒販發現了，過程中更爆發槍戰，還好Micheal立刻帶人來拘捕毒販，但是，紀子已經被Micheal的英勇行為吸引，並愛上了他。

## 演員
| 演員   | 角色     | 粵語配音 | 備註                                                             |
| 王敏德 | 麥克     | 羅偉亮   | 英文名為Micheal，警察，Amy的男友 紀子之好友，但被其暗戀          |
| 樓南光 | 賓定周   | 楊捷康   | 電視台員工 性格好色、賤格 皮蛋蕉、高元之好友，三人被稱為「三官」 |
| 姜皓文 | 皮蛋蕉   | 陳旭明   | 電視台員工 「三官」之一                                          |
| 海俊傑 | 高元     | 羅偉傑   | 電視台員工 「三官」之一 名字諧音：睪丸                           |
| 張本瑜 | 紀子     |          | 日本電視台女主持，暗戀Micheal                                    |
| 鄒靜   | 千年女王 |          | 大毒販，誤以為高元拍攝到犯罪証據而抓走其                         |
| 待確認 | 阿美     |          | 電視台員工，Micheal女友                                          |
| 劉少君 | 老闆     | 羅偉亮   | 電視台老闆                                                       |
| 許思敏 |          |          |                                                                  |
| 何賽舟 |          | 楊捷康   | 千年女王手下                                                     |
| 鄧超友 |          | 羅偉亮   | 千年女王手下                                                     |
| 姚文基 |          |          |                                                                  |